# Kateryna Dorohobuzova
Kateryna Volodymyrivna Dorohobuzova (in ucraino Катерина Володимирівна Дорогобузова?; Odessa, 28 giugno 1990) è un'ex cestista ucraina.

## Carriera
Con l'Ucraina ha disputato tre edizioni dei Campionati europei (2013, 2015, 2017).